# シン・イディナム
シン・イディナム（Sin-Iddinam）は、古代メソポタミアの都市国家・ラルサの王。

## 略歴
ヌル・アダドの子。シン・イディナムは紀元前1785年から紀元前1778年まで、都市国家ラルサを支配していた。父・ヌル・アダドとの短い共同統治時代があった可能性もある。
シン・イディナムの7年の治世の年表には、4年にバビロン、5年にイブラートとマルギウム、6年にエシュヌンナと戦ったことが記録されている。
また、シン・イディナムは彼が「黒髪の者たちの父」と表現するウトゥ神への祈りでも知られている。

## ギャラリー

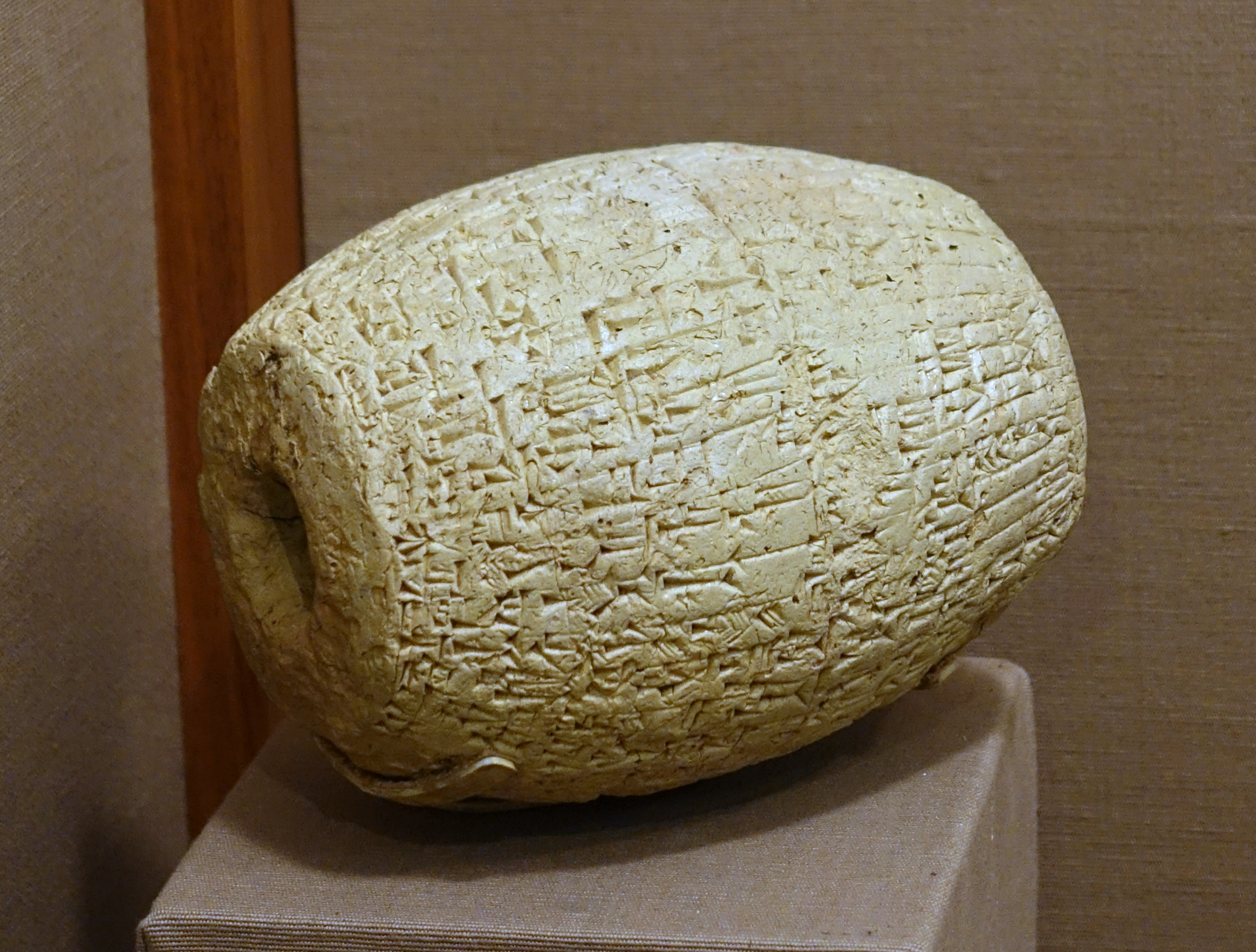
灌漑工事、ラルサのシン・イディナム王のプリズム イシン・ラルサ時代、シン・イディナム治世、紀元前1849年～1843年、焼成粘土 - シカゴ大学東洋研究所博物館
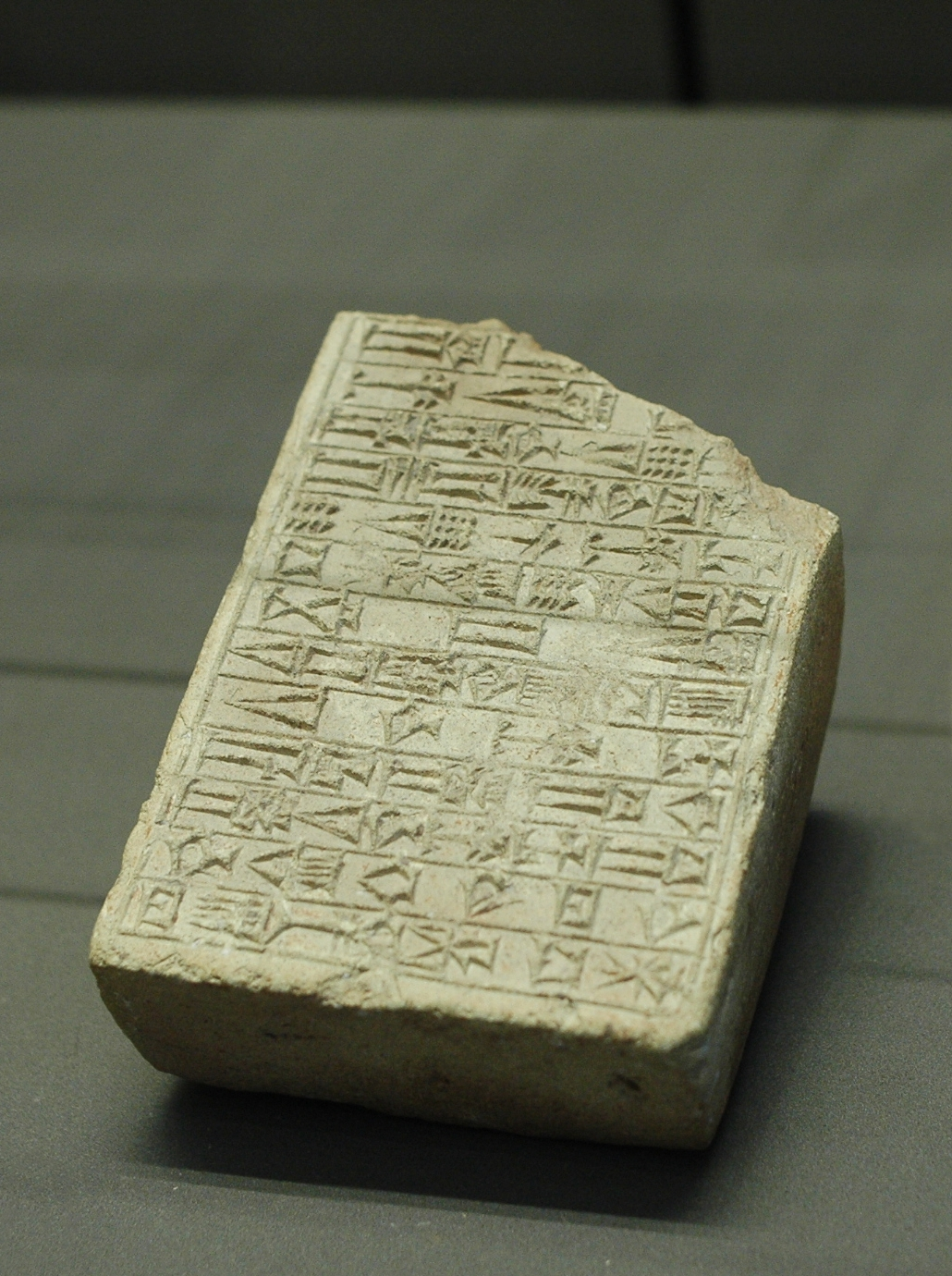
シン・イディナムの石版
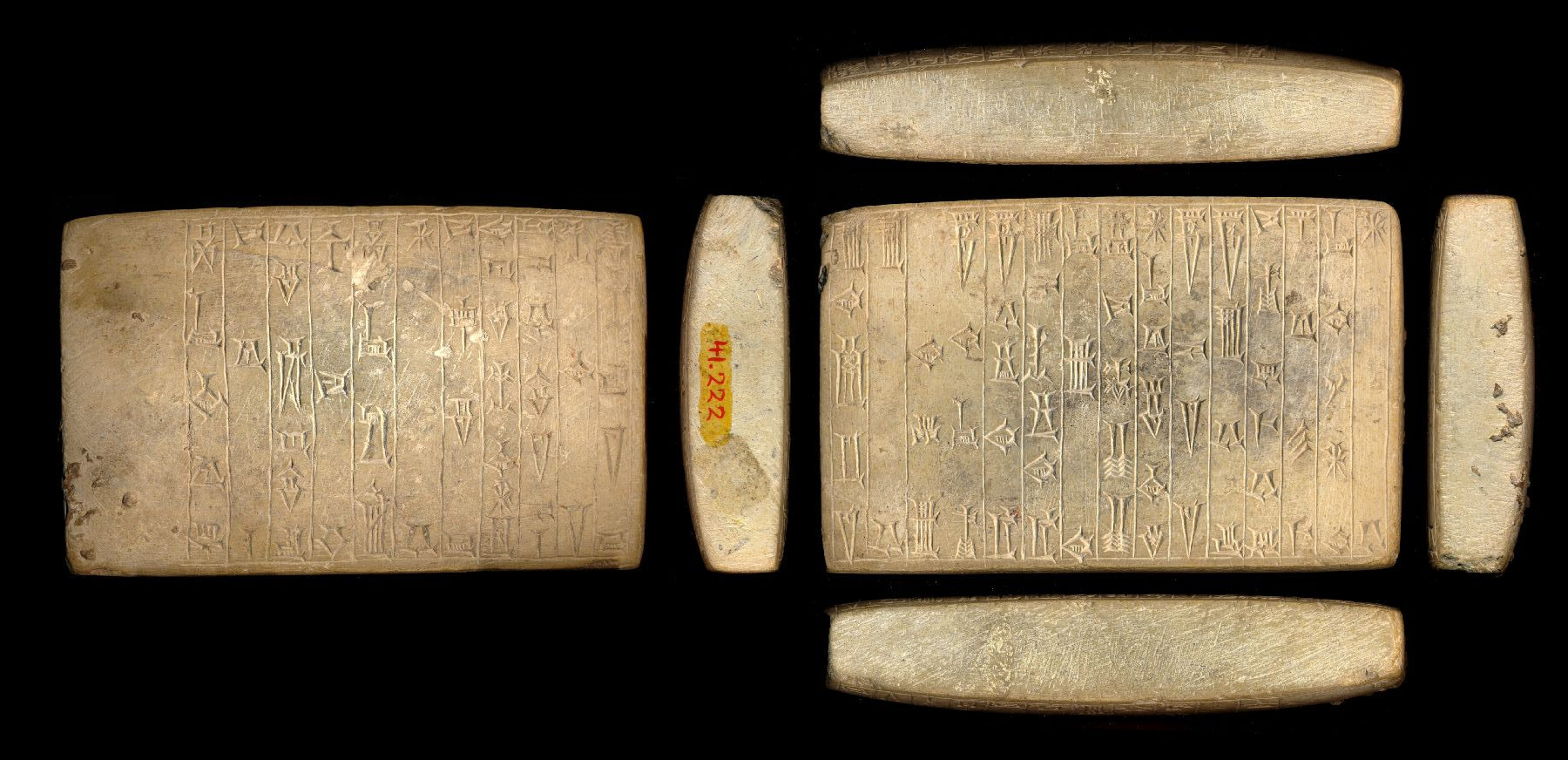
シン・イディナムの奉納盤。右から7番目の欄に「シン・イディナム」の名前が記載されている 裏面。（ために）ウトゥ、/天地の正義の主、/決断を学んだ者、/無実の者に有利な選択をする者、/エババルの王、/その王、/シン・イディナム、/すべてを飾る羊飼い、/ニップルのために、/ウルの提供者、/ラルサの王、/シュメールとアッカドの王、/エババル、/その愛すべき家 逆。彼の人生のために、/彼は（それを）構築した/豊富な遠い日のために/彼はその住居を拡大した/ 彼（シン・イディナム）がしたことで、/（ウトゥが）/喜ぶことができる /甘いものの生活/（と）明るい日々／報いとして/彼（ウトゥ）が彼（シン・イディナム）に与えることができますように